# Volksabstimmungen in der Schweiz 2008
Dieser Artikel bietet eine Übersicht der Volksabstimmungen in der Schweiz im Jahr 2008.
In der Schweiz fanden 2008 auf Bundesebene zehn Volksabstimmungen statt, im Rahmen dreier Urnengänge am 24. Februar, 1. Juni und 30. November. Dabei handelte es sich um sieben Volksinitiativen, einen Gegenentwurf zu einer zurückgezogenen Volksinitiative und zwei fakultative Referenden.

## Abstimmungen am 24. Februar 2008

### Ergebnisse
| Nr. | Vorlage | Art | Stimm- berechtigte | Abgegebene Stimmen | Beteiligung | Gültige Stimmen | Ja      | Nein      | Ja-Anteil | Nein-Anteil | Stände | Ergebnis |
| --- | --- | --- | ------------------ | ------------------ | ----------- | --------------- | ------- | --------- | --------- | ----------- | ------ | -------- |
| 530 | Eidgenössische Volksinitiative «Gegen Kampfjetlärm in Tourismusgebieten» | VI  | 4'957'889          | 1'920'885          | 38,74 %     | 1'883'179       | 601'071 | 1'282'108 | 31,92 %   | 68,08 %     | 0:23   | nein     |
| 531 | Bundesgesetz vom 23. März 2007 über die Verbesserung der steuerlichen Rahmenbedingungen für unternehmerische Tätigkeiten und Investitionen (Unternehmenssteuerreformgesetz II) | FR  | 4'957'889          | 1'914'955          | 38,62 %     | 1'857'734       | 938'744 | 0'918'990 | 50,53 %   | 49,47 %     | –      | ja       |

### Gegen Kampfjetlärm in Tourismusgebieten
2006 begann das Departement für Verteidigung, Bevölkerungsschutz und Sport (VBS), die Schweizer Luftwaffe auf die drei Standorte Payerne, Sion und Meiringen zu konzentrieren, was in den betroffenen Regionen eine stärkere Lärmbelastung zur Folge hatte. Die vom Umweltschützer Franz Weber gegründete Stiftung Grandhotel Giessbach wehrte sich insbesondere gegen die Stationierung der bedeutend lauteren F/A-18-Kampfflugzeuge in Meiringen und reichte, nachdem eine Eingabe an das VBS erfolglos geblieben war, im November 2005 eine Volksinitiative ein. Sie verlangte, dass in Friedenszeiten keine militärischen Übungen mit Kampfjets in touristisch genutzten Gebieten durchgeführt werden dürfen. Sowohl der Bundesrat als auch das Parlament wiesen das Begehren zurück. Die Piloten könnten bei einer Annahme der Initiative nicht mehr realitätsnah trainieren, was die Einsatzbereitschaft der Luftwaffe gefährden würde. Ausserdem habe die Luftwaffe ihre Flugbewegungen bereits selber limitiert, und bezüglich Nachtflüge würden strengere Richtlinien als in der zivilen Luftfahrt gelten. Unterstützung erhielt die Initiative von linken Parteien; sie argumentierten primär mit dem Umweltschutz und der wirtschaftlichen Bedeutung des Tourismus in den Regionen, die vom Fluglärm besonders betroffen seien. Die bürgerlichen Parteien und der Armee nahestehende Verbände hielten die Vorlage für einen Frontalangriff auf die Luftwaffe. Bereits geschlossene Kompromisse mit den betroffenen Regionen brächten mehr als radikale Verbote. Ein weiterer Kritikpunkt war die unklare Definition der Tourismusgebiete. Mehr als zwei Drittel der Abstimmenden und alle Kantone lehnten die Initiative ab.

### Unternehmenssteuerreform II
Im Juni 2005 präsentierte der Bundesrat einen Entwurf zur Unternehmenssteuerreform II. Durch Anpassungen mehrerer Gesetze sollte eine Verbesserung der steuerlichen Rahmenbedingungen für kleine und mittlere Unternehmen (KMU) erreicht werden. Vorgesehen waren drei Hauptziele: Milderung der wirtschaftlichen Doppelbelastung von Gewinnen aus unternehmerischen Beteiligungen wie Dividenden und Gewinnanteilen, Reduktion der steuerlichen Belastung des Kapitals von Kapitalgesellschaften sowie Befreiung der Personengesellschaften von steuerlichen Zwängen im Zusammenhang mit dem Erhalt, der Restrukturierung und der Übertragung des Betriebes. Während der Bundesrat und die zustimmende bürgerliche Mehrheit des Parlaments mit Steuerausfällen von maximal 500 Millionen Franken rechneten, gingen die linken Gegner von Mindereinnahmen von mehr als zwei Milliarden aus. Aus diesem Grund ergriffen die SP, die Grünen und der Schweizerische Gewerkschaftsbund das Referendum. Sie hielten die Vorlage für ein Steuergeschenk an Grossaktionäre, das dem Bund, den Kantonen und der AHV massive finanzielle Einbussen beschert. Ausserdem würden KMU entgegen der ursprünglichen Absicht fast gar nicht von der Reform profitieren. Die Befürworter der Unternehmenssteuerreform hielten dem entgegen, dass insbesondere die steuerliche Belastung von Dividenden im internationalen Vergleich hoch sei und somit den Steuerwettbewerb behindere. Das Ergebnis fiel äusserst knapp zugunsten der Vorlage aus, weniger als 20'000 Stimmen machten den Unterschied aus. Später stellte sich heraus, dass die Steuerausfälle um ein Mehrfaches höher ausfielen, als dies vom Bundesrat prognostiziert worden war: In der Fragestunde des Nationalrates vom 14. März 2011 teilte Finanzministerin Eveline Widmer-Schlumpf mit, dass für die kommenden zehn Jahre mit Mindereinnahmen von 4 bis 6 Milliarden Franken zu rechnen sei. Beschwerden an das Bundesgericht verlangten eine Annullierung der Abstimmung. Das Bundesgericht rügte zwar in seinen Urteilen vom 20. Dezember 2011 den Bundesrat wegen fehlerhafter Abstimmungsinformation und stellte eine Verletzung der Abstimmungsfreiheit fest, lehnte die Beschwerden aber ab. Die Unternehmenssteuerreform II stehe seit einiger Zeit in Kraft. Rechtssicherheit und Treu und Glauben sowie prozessrechtliche Gründe würden die Aufhebung der Abstimmung verbieten.

## Abstimmungen am 1. Juni 2008

### Ergebnisse
| Nr. | Vorlage                                                                                                   | Art | Stimm- berechtigte | Abgegebene Stimmen | Beteiligung | Gültige Stimmen | Ja      | Nein      | Ja-Anteil | Nein-Anteil | Stände | Ergebnis |
| --- | --- | --- | ------------------ | ------------------ | ----------- | --------------- | ------- | --------- | --------- | ----------- | ------ | -------- |
| 532 | Eidgenössische Volksinitiative «Für demokratische Einbürgerungen»                                         | VI  | 4'970'220          | 2'24'577           | 45,18 %     | 2'219'979       | 804'730 | 1'415'249 | 36,25 %   | 63,75 %     | 1:22   | nein     |
| 533 | Eidgenössische Volksinitiative «Volkssouveränität statt Behördenpropaganda»                               | VI  | 4'970'220          | 2'229'213          | 44,85 %     | 2'173'124       | 538'928 | 1'634'196 | 24,80 %   | 75,20 %     | 0:23   | nein     |
| 534 | Verfassungsartikel vom 21. Dezember 2007 «für Qualität und Wirtschaftlichkeit in der Krankenversicherung» | GE  | 4'970'220          | 2'227'210          | 44,81 %     | 2'167'014       | 661'312 | 1'505'702 | 30,52 %   | 69,48 %     | 0:23   | nein     |

### Demokratische Einbürgerungen
Im September 1999 stimmte die Gemeinde Emmen über 23 Einbürgerungsgesuche ab, wobei alle 15 Gesuche von Antragstellern aus den Staaten des ehemaligen Jugoslawien abgelehnt wurden. Es begann eine landesweite Debatte über die Verfahren bei Einbürgerungen, die weitere Brisanz erhielt, als das Bundesgericht die staatsrechtlichen Beschwerden der Antragsteller wegen erwiesener Willkür guthiess und die Abstimmungen damit für ungültig erklärte. Eine daraufhin von beiden Kammern verabschiedete parlamentarische Initiative legte fest, dass die Ablehnung eines Gesuchs mittels Volksabstimmung nur noch bei Vorliegen eines begründeten Antrags möglich ist. Die SVP reichte daraufhin im November 2005 eine Volksinitiative ein. Sie verlangte, dass die Gemeinden selber festlegen können, welche Instanz über die Einbürgerungsgesuche entscheidet. Der Entscheid dieses Organs solle endgültig sein und nicht angefochten werden können. Unterstützung erhielten die Initianten von kleinen Rechtsaussenparteien sowie von einzelnen FDP- und CVP-Vertretern. Sie warnten vor einer «Masseneinbürgerung» und argumentierten, die Initiative sei zur Verhinderung der Einbürgerung von Kriminellen und Sozialhilfeabhängigen notwendig. Die Gegner bildeten drei Komitees. Jene der Mitteparteien und der FDP stellten die parlamentarische Initiative als adäquaten Kompromiss dar, der nicht in die Kompetenz der Kantone eingreife, aber Willkür und Diskriminierung wirksam bekämpfe. Die linken Parteien wiederum waren der Ansicht, die Abschaffung der Rekursmöglichkeit verstosse gegen zentrale Verfassungsgarantien und gegen zahlreiche internationale Konventionen. Fast zwei Drittel der Abstimmenden lehnten die Initiative ab, eine zustimmende Mehrheit fand sie nur im Kanton Schwyz.

### Volkssouveränität statt Behördenpropaganda
Wiederholt störten sich rechtskonservative Kreise an der Kommunikation des Bundesrats bei Abstimmungen (insbesondere bei verteidigungs- und aussenpolitischen Themen) und erhoben den Vorwurf der Parteilichkeit. Der Verein «Bürger für Bürger», hinter dem unter anderem die AUNS und Pro Libertate standen, reichte im August 2004 eine Volksinitiative ein. Sie forderte, dass der Bundesrat und leitende Angestellte der Bundesverwaltung sich «der Informations- und Propagandatätigkeit enthalten» und dass die Finanzierung von Informationskampagnen durch den Bund verboten wird. Gegen den Willen des Bundesrates nahm das Parlament einen indirekten Gegenvorschlag von FDP-Nationalrat Didier Burkhalter an. Dieser würde den Bundesrat zu einer umfassenden und transparenten Information über Abstimmungsvorlagen verpflichten. Die Initiative wiederum war in beiden Parlamentskammern chancenlos. Unterstützung erhielt sie von der SVP und von kleinen Rechtsaussenparteien. Die Befürworter waren der Ansicht, Informationskampagnen der Verwaltung und Wortmeldungen von Bundesratsmitgliedern würden Abstimmungskämpfe verzerren und den Volkswillen verfälschen. Die übrigen Parteien sowie Gewerkschaften und Wirtschaftsverbände warnten hingegen, die Initiative gefährde die direkte Demokratie. Dem Bund wäre es verboten, falsche Tatsachen richtigzustellen, und es bestünde die Gefahr einer Manipulation des Souveräns. Die Kampagne verlief eher lau, da sich die SVP auf die Einbürgerungsinitiative konzentrierte. Drei Viertel der Abstimmenden und alle Kantone lehnten die Vorlage ab.

### Gegenentwurf zur Krankenkasseninitiative
Das 1996 in Kraft getretene Krankenversicherungsgesetz konnte entgegen den Erwartungen die Kostenexplosion im Schweizer Gesundheitswesen kaum bremsen, und die Prämienbelastung der Haushalte nahm von Jahr zu Jahr weiter zu. 2004 reichte die SVP die Volksinitiative «für tiefere Krankenkassenprämien in der Grundversicherung» ein, die unter anderem eine Reduktion des Leistungskatalogs vorsah. In der parlamentarischen Beratung setzte sich gegen den Widerstand der Linken ein Gegenvorschlag durch, worauf die SVP Anfang 2008 ihr Begehren zurückzog. Die vorgesehene Änderung der Bundesverfassung stellte in erster Linie eine Umschreibung der aktuellen Gesetze dar und hielt fest, dass die Krankenpflege zweckmässig, wirksam und wirtschaftlich sein müsse. Zudem sollten Transparenz und Wettbewerb als zentrale Prinzipien der Krankenversicherung festgelegt werden. SVP, FDP, EDU und Wirtschaftsverbände unterstützten die Vorlage, wenn auch nicht geeint. Durch die Verstärkung des Wettbewerbs unter Versicherern und Leistungserbringern erhofften sie sich positive Auswirkungen auf die Qualität und den Preis der Leistungen. Gegen die Vorlage wandten sich die linken Parteien, die CVP, Gewerkschaften, medizinische Berufsverbände und die Konferenz der kantonalen Gesundheitsdirektoren. Sie befürchteten, der Verfassungsartikel würde den Krankenkassen zu viel Macht verleihen. Bürgerliche Gegner hielten den Verfassungsartikel für unnötig, da er ohnehin nur geltende Gesetze festhalte. Mehr als zwei Drittel der Abstimmenden und alle Kantone lehnten die Vorlage ab.

## Abstimmungen am 30. November 2008

### Ergebnisse
| Nr. | Vorlage | Art | Stimm- berechtigte | Abgegebene Stimmen | Beteiligung | Gültige Stimmen | Ja        | Nein      | Ja-Anteil | Nein-Anteil | Stände | Ergebnis |
| --- | --- | --- | ------------------ | ------------------ | ----------- | --------------- | --------- | --------- | --------- | ----------- | ------ | -------- |
| 535 | Eidgenössische Volksinitiative «Für die Unverjährbarkeit pornografischer Straftaten an Kindern»                              | VI  | 4'996'626          | 2'374'312          | 47,52 %     | 2'325'442       | 1'206'323 | 1'119'119 | 51,87 %   | 48,13 %     | 18:5   | ja       |
| 536 | Eidgenössische Volksinitiative «für ein flexibles AHV-Alter»                                                                 | VI  | 4'996'626          | 2'380'196          | 47,64 %     | 2'344'819       | 0'970'221 | 1'374'598 | 41,38 %   | 58,62 %     | 4:19   | nein     |
| 537 | Volksinitiative «Verbandsbeschwerderecht: Schluss mit der Verhinderungspolitik – Mehr Wachstum für die Schweiz!»             | VI  | 4'996'626          | 2'359'213          | 47,22 %     | 2'275'233       | 0'773'467 | 1'501'766 | 34,00 %   | 66,00 %     | 0:23   | nein     |
| 538 | Eidgenössische Volksinitiative «für eine vernünftige Hanf-Politik mit wirksamem Jugendschutz»                                | VI  | 4'996'626          | 2'365'431          | 47,34 %     | 2'304'885       | 0'846'985 | 1'457'900 | 36,75 %   | 63,25 %     | 0:23   | nein     |
| 539 | Änderung vom 20. März 2008 des Bundesgesetzes über die Betäubungsmittel und die psychotropen Stoffe (Betäubungsmittelgesetz) | FR  | 4'996'626          | 2'355'412          | 47,14 %     | 2'264'920       | 1'541'928 | 0'722'992 | 68,08 %   | 31,92 %     | –      | ja       |

### Unverjährbarkeit pornografischer Straftaten an Kindern
Die im Jahr 2001 gegründete Organisation Marche blanche, die sich zuerst vor allem in der Romandie für den Schutz von Kindern vor sexueller Gewalt engagiert hatte, reichte im März 2006 eine Volksinitiative ein. Sie verlangte, dass die Strafverfolgung sexueller und pornografischer Straftaten an Kindern vor der Pubertät und die Strafe für solche Taten unverjährbar sind. Im Juni 2007 empfahl der Bundesrat dem Parlament, die Initiative abzulehnen und stattdessen einen indirekten Gegenvorschlag in Form einer Revision des Strafgesetzbuches auszuarbeiten. In beiden Kammern geschah dies jeweils einstimmig. Mit der Strafgesetzrevision sollte eine 15-jährige Verjährungsfrist nicht ab der Tat, sondern erst ab der Volljährigkeit des Opfers zu laufen beginnen. Die Gegner der Initiative begründeten ihre Ablehnung damit, dass die Durchführung von Strafprozessen mehrere Jahrzehnte nach der Tat schwierig sei. Auf Kritik stiessen auch die unklaren Begriffe «pornografische Straftaten» und «vor der Pubertät». Sowohl Gegner als auch Befürworter hielten sich vor der Abstimmung auffallend zurück; es gab kaum öffentliche Auftritte und praktisch keine Inserate oder Plakate. Nur in der Romandie gab es eine etwas intensivere Diskussion. Etwas überraschend schaffte die Initiative das Volks- und Ständemehr (ersteres eher knapp, letzteres recht deutlich).  Ablehnende Mehrheiten gab es nur in den Kantonen Appenzell Innerrhoden, Bern, Genf, Neuenburg, Nidwalden und Waadt.

### Flexibles AHV-Alter
Die elfte AHV-Revision, die unter anderem eine Anhebung des Rentenalters für Frauen vorgesehen hatte, war 2004 in einer Volksabstimmung gescheitert. Der Schweizerische Gewerkschaftsbund (SGB) führte dies unter anderem darauf zurück, dass die Frage des flexiblen Rentenalters ausgeklammert worden war. Die im April 2006 von SGB, SP und Grünen eingereichte Initiative verlangte, dass bereits Personen mit vollendetem 62. Lebensjahr Anspruch auf eine Altersrente zu gewähren sei, sofern diese ihre Arbeitstätigkeit aufgeben. Per Gesetz sollte ein Einkommensfreibetrag festgelegt werden, bis zu dem weiterhin gearbeitet werden darf. Sollte das Erwerbseinkommen der Versicherten das Anderthalbfache des maximalen rentenbildenden Einkommens nicht übersteigen, sollte die Rente bei Frühpensionierung nicht gekürzt werden. Bundesrat und Parlament empfahlen die Initiative zur Ablehnung. Zu den Gegnern gehörten die bürgerlichen Parteien und die Wirtschaftsverbände. Sie wiesen insbesondere auf die hohen Kosten und die demografische Entwicklung hin. Aufgrund der steigenden Lebenserwartung werde die AHV bald Finanzierungsprobleme haben, weshalb ein Leistungsausbau nicht angebracht sei. Die linken Befürworter waren der Ansicht, dass die Frühpensionierung nicht länger ein Privileg von Gutverdienenden bleiben solle. Dies sei gerade auch für Personen zentral, die kurz vor der Pensionierung ihre Stelle verlieren und keine neue finden. Knapp drei Fünftel der Abstimmenden lehnten die Initiative ab. Zustimmung fand sie in den Kantonen Genf, Jura und Neuenburg, während die Kantone Waadt und Wallis sie nur knapp ablehnten. Wesentlich deutlicher fiel die Ablehnung in der Deutschschweiz aus.

### Verbandsbeschwerderecht
Nachdem verschiedene grosse Bauprojekte durch Einsprachen verzögert oder gar verhindert worden waren, wuchs bei den Wirtschaftsverbänden zunehmend die Kritik am Verbandsbeschwerderecht. Die Denkfabrik Avenir Suisse warf den Umweltverbänden daraufhin vor, die Wirtschaft masslos zu behindern. Lanciert durch die FDP des Kantons Zürich, reichten 13 FDP-Kantonalsektionen Mitte 2006 eine Volksinitiative ein, die das Verbandsbeschwerderecht in Umwelt- und Raumplanungsangelegenheiten gegen Projekte, die auf Gemeinde-, Kantons- und Bundesebene durch Volks- oder Parlamentsabstimmungen gutgeheissen wurden, einschränken wollte. Nachdem der Bundesrat das Begehren zunächst zurückgewiesen hatte, änderte er im Juli 2007 seine Meinung und sprach sich dafür aus. Dessen ungeachtet empfahlen beide Parlamentskammern die Initiative zur Ablehnung, wenn auch mit äusserst knappen Mehrheiten. Rechtsbürgerliche Parteien und Wirtschaftsverbände setzten sich für die Vorlage ein. Sie argumentierten, das Verbandsbeschwerderecht verzögere Projekte nicht nur, sondern schade auch der Wirtschaft, indem es unnötige Kosten verursache. Die Gegner der Linken und der Mitte bekämpften die Initiative, ebenso Umweltschutzorganisationen und zahlreiche Staatsrechtsprofessoren. Das Verbandsbeschwerderecht sei ein wichtiger Teil des Rechtsstaates, und eine kürzlich abgeschlossene Gesetzesrevision habe das Missbrauchsrisiko bereits beseitigt. Hingegen würden die geforderten Restriktionen die Umsetzung von Umweltschutzrechten gefährden. Zwei Drittel der Abstimmenden und sämtliche Kantone lehnten die Vorlage ab, was unter anderem auf die gespaltene Haltung der FDP-Basis zurückzuführen war.

### Vernünftige Hanf-Politik
Das repressive Vorgehen gegen Cannabis-Konsumenten durch die Schliessung der zuvor geduldeten Hanfläden hatte keinen Rückgang des Konsums zur Folge. Stattdessen nahm die Zahl der Konsumenten sogar stark zu. Links- und Mittepolitiker setzten sich daraufhin für eine Gesetzesrevision in Richtung von mehr Legalisierung ein. Da sie ihre Anliegen 2004 bei der Revision des Betäubungsmittelgesetzes nicht durchsetzen konnten, bildeten sie ein Komitee, das im Februar 2006 eine Volksinitiative einreichte. Sie forderte die Straffreiheit des Konsums sowie des Erwerbs und Anbaus von psychoaktivem Marihuana. Gleichzeitig sollte es ein Werbeverbot für entsprechende Produkte geben. Bundesrat und Parlament wiesen das Begehren zurück (der Ständerat jedoch nur sehr knapp). Auf Seiten der Befürworter standen SP, FDP, Grüne, GLP, PdA und CSP. Ihre zentralen Anliegen waren der Jugendschutz und die Trockenlegung des Schwarzmarkts. Sie waren der Ansicht, dass die bisherigen repressiven Gesetze gescheitert seien. Die übrigen Parteien waren davon überzeugt, dass die Legalisierung von Hanf den Drogenkonsum banalisiere; ausserdem könne Cannabis als Einstiegsdroge dienen. Daher müsse die Drogenpolitik auf «abstinenzorientierten» Grundlagen gestaltet werden. Mehr als drei Viertel der Abstimmenden und alle Kantone lehnten die Vorlage ab, wobei die Ablehnung in der Romandie besonders deutlich ausfiel.

### Betäubungsmittelgesetz

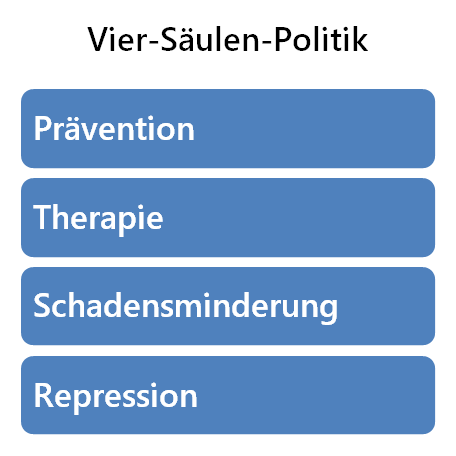
Die Schweizer Drogenpolitik beruht auf vier Säulen: Prävention, Therapie, Schadensminderung und Repression.

Die Versuche mit der medizinisch indizierten Heroinabgabe zur Therapie von Abhängigen waren von Erfolg gekrönt, weshalb der Bundesrat 2001 dieses Vorgehen im Betäubungsmittelgesetz verankern wollte. Jedoch scheiterte die geplante Reform drei Jahre später am Widerstand gegen die Cannabis-Legalisierung (siehe oben). Um die unbestrittenen Massnahmen dieser Revision doch noch umzusetzen, reichte die Gesundheitskommission des Nationalrats eine parlamentarische Initiative ein. Künftig sollte ein Vier-Säulen-Konzept (Prävention, Therapie, Schadensverminderung, Repression) den Umgang mit Drogensüchtigen regeln. Umstritten war vor allem die staatlich kontrollierte Abgabe von Heroin zur Behandlung von Schwerstsüchtigen. Nachdem beide Parlamentskammern dem revidierten Gesetz zugestimmt hatten, ergriffen SVP und EDU erfolgreich das Referendum. Die Gegner, zu denen auch die LPS und kleine Rechtsaussenparteien gehörten, waren der Ansicht, dass die Vorlage die Liberalisierung in der Drogenpolitik vorantreibe. Dies sei nicht zielführend, vielmehr müsse die Gesetzgebung strikt auf Abstinenz ausgerichtet sein. Die übrigen Parteien betonten, mit der Revision könne die bisherige bewährte Drogenpolitik fortgeführt werden. Insbesondere könnten mit der staatlichen Heroinabgabe Leben gerettet und die Drogenkriminalität bekämpft werden. Mehr als zwei Drittel der Abstimmenden nahmen die Vorlage an, in keinem Kanton gab es eine ablehnende Mehrheit.